# Wess
Wesley Johnson conocido artísticamente como Wess (Winston-Salem, 13 de agosto de 1945 — 21 de septiembre de 2009) fue un cantante y bajista italiano de origen estadounidense, conocido principalmente por representar a Italia junto a Dori Ghezzi en el Festival de la Canción de Eurovisión 1975 en Estocolomo, quedando en la tercera posición con la canción  "Era".

## Trayectoria artística
Nacido en Carolina de Norte, Wess se trasladó a Italia en la década de los 60 con intención de triunfar en el mundo de música. Formó parte de un dúo con Ghezzi, con el que consiguió algunos éxitos como "Voglio stare con te", "Come stai? Con chi sei?" y "Un corpo e un'anima". Wess también fue cantante y bajista en la banda de soul-funk Wess & The Airedales en la década de los 60 y 70.
Wess murió en Nueva York a causa de una crisis pulmonar mientras estaba haciendo una gira estadounidense.

## Vida privada
Padre de Deborah Johnson y de la cantante Romina Johnson, que le acompañó como coro en algunas ocasiones.